# 東日本大震災後の収容避難場所

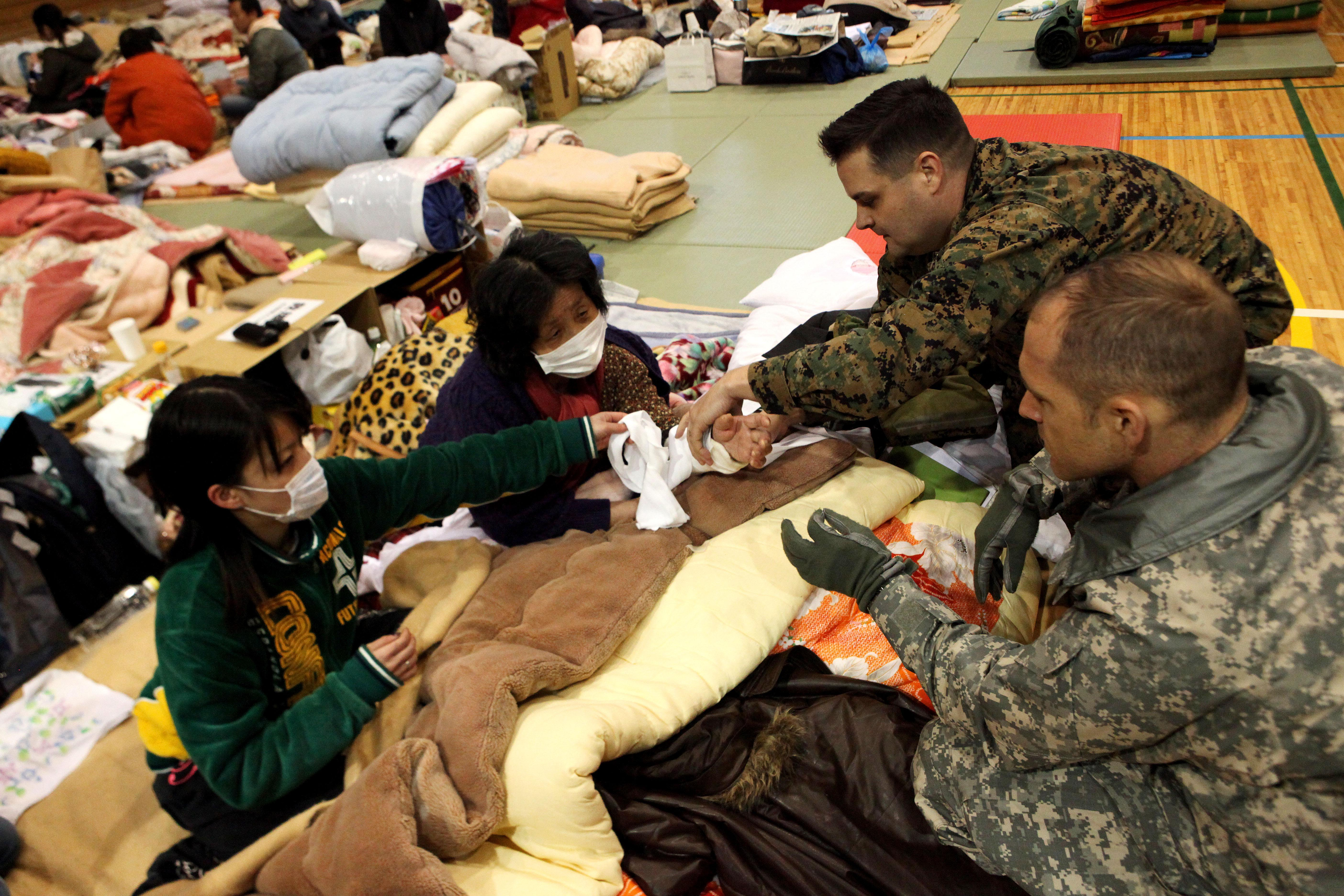
東日本大震災時に学校に設置された避難所でアメリカ軍医の診察を受ける被災者（2011年3月21日）

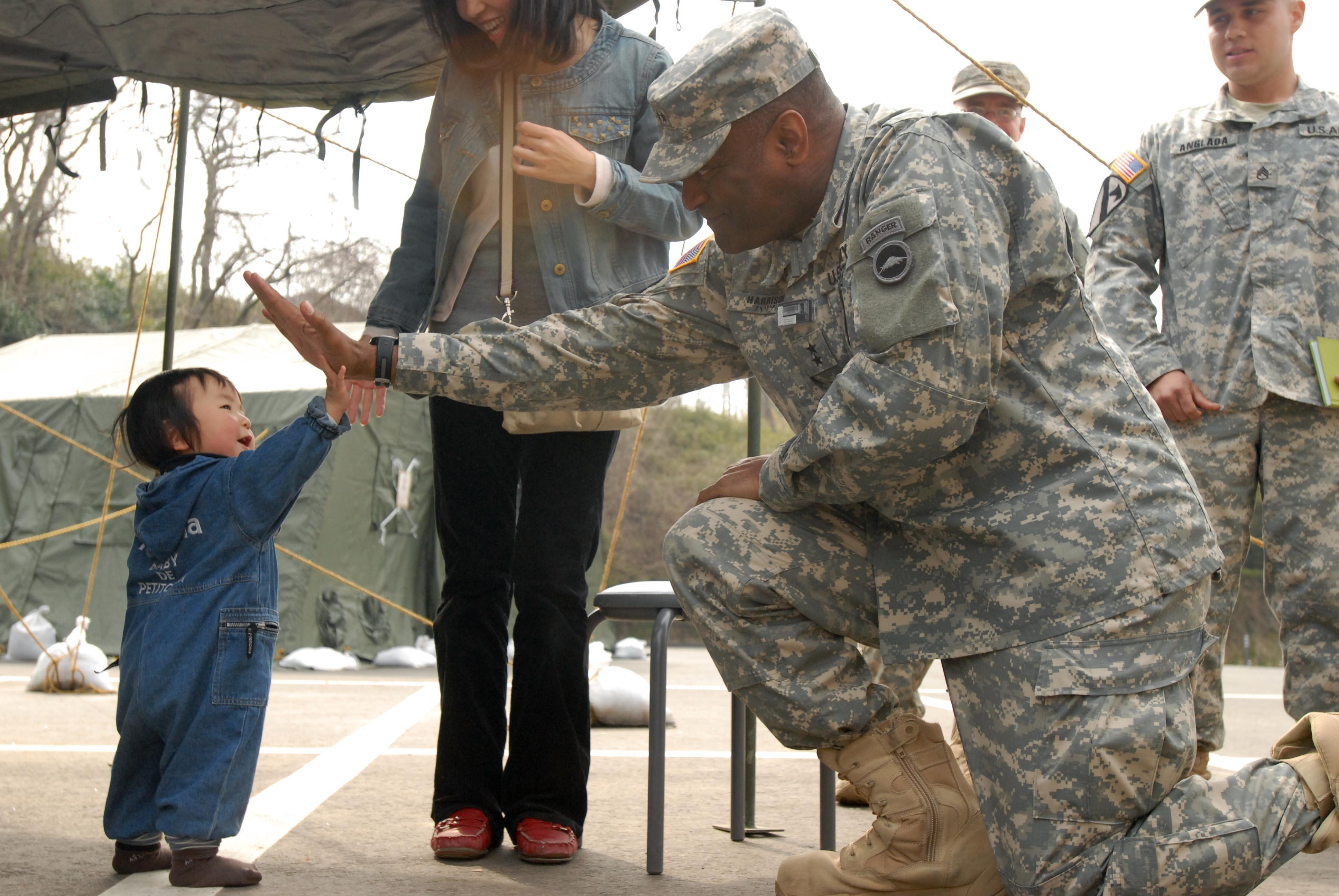
避難所を訪れた在日米軍将校

東日本大震災後の収容避難場所（ひがしにほんだいしんさいごのしゅうようひなんばしょ）では、2011年3月11日の東日本大震災が発生したことで住居を失った人が住むこととなった収容避難場所について記述する。
被災地の各地では学校やスポーツ施設などの公共施設を避難者向けの収容避難場所として転用したり、政府が旅館などといった宿泊施設を借り上げることにより避難者に臨時の居住地を提供している。4月ごろから仮設住宅が完成し入居者を選ぶ抽選が行われており、当選した者から順序仮設住宅に移住してきている。各施設は2011年夏ごろから全ての避難者に移住先の目途がついた、あるいは行政側・施設所持者側の都合などといった事柄で順次、避難所としての利用を終了させはじめている。仮設住宅当選者の中には当選した仮設住宅の立地条件などが気に入らなかったり、仮設住宅に入居したならば食事や物資などといった収容避難場所に在住していたならば無料で提供されるサービスが無くなってしまう事などから仮設住宅に移住せず収容避難場所に住み続けている者も存在する。避難所住民の中には避難所での生活を続けていたいがために仮設住宅への応募をしない者が数多く存在する。その中の多くの者が避難者同士で培った絆がなくなるからだということを理由としている。政府が避難者のために借り上げた旅館に移住し、無料で避難所よりも良い生活が送れるようになったというものの、避難所に戻ってきている人も存在する。移住先の仮設住宅で「避難所が恋しい」という思いを抱きながら生活しているものも存在する。
各地の避難所の中には皇族、政治家、芸能人などといった著名人が訪れることにより避難者に対して直接メッセージを送ったり演芸を披露したところが存在する。菅直人、清水正孝など訪れた先で避難者から怒号を浴びせられた者も存在した。